# Strachotice
Strachotice là một làng thuộc huyện Znojmo, vùng Jihomoravský, Cộng hòa Séc.